# Martin Tingvall

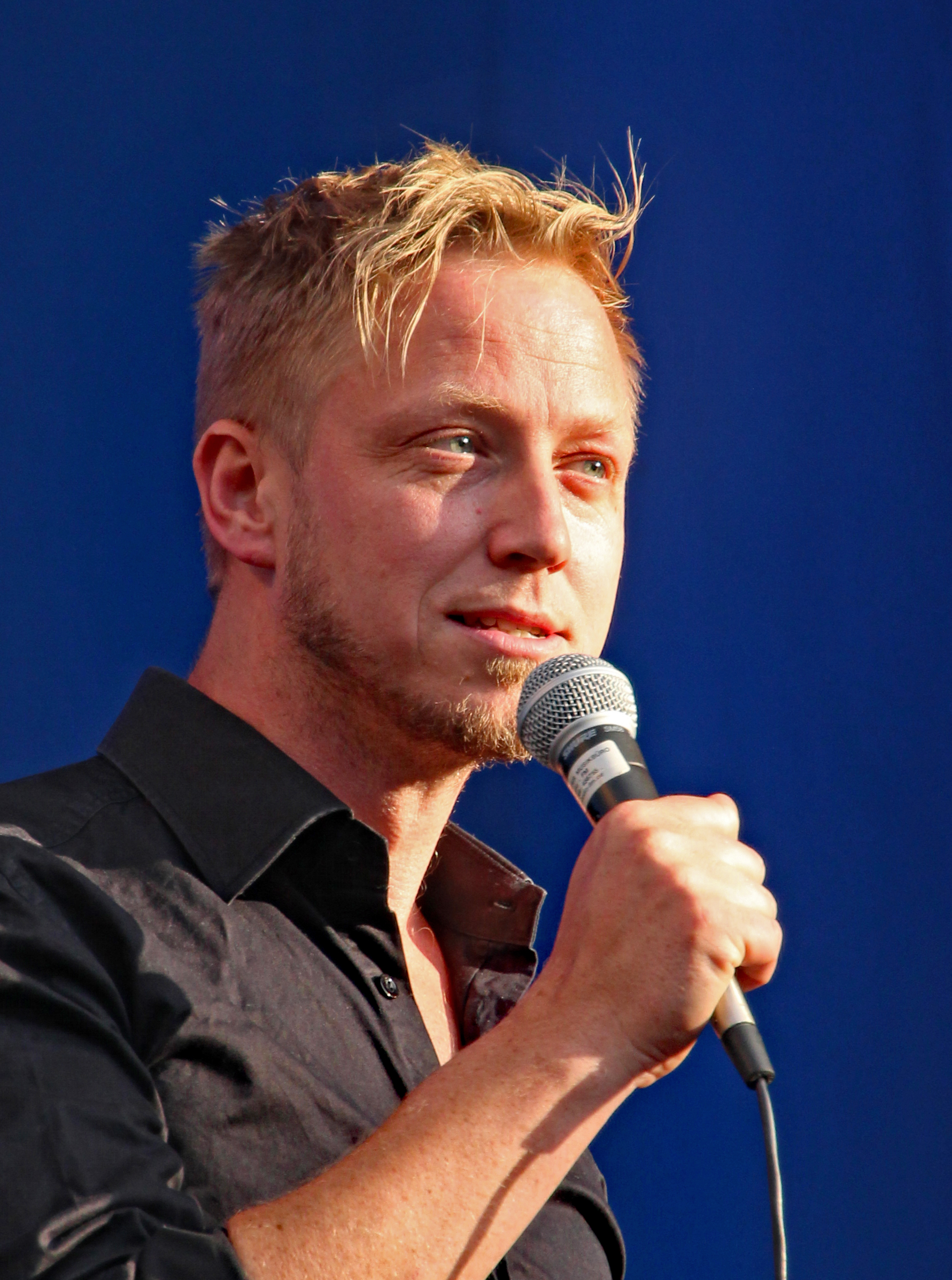
Martin Tingvall (2016)

Martin Tingvall (* 1974 in Tomelilla) ist ein schwedischer Jazzpianist und Songwriter.

## Leben und Wirken
Tingvall wuchs im südschwedischen Schonen auf und besuchte dort ein Musikgymnasium. In der Heimvolkshochschule von Skurup bildete er sich weiter und studierte dann an der Hochschule für Musik Malmö Jazzklavier, Komposition und Improvisation. Unterrichtet wurde Tingvall u. a. durch den schwedischen Jazzpianisten Bobo Stenson. Zwischendurch absolvierte er ein Auslandssemester in den Niederlanden, an der Hanzehogeschool Groningen. 1999 schloss er sein Studium in Malmö ab. Dann zog er nach Hamburg, wo er beispielsweise mit Udo Lindenberg, Gunter Gabriel, Inga Rumpf, Baschi, Rolf Zuckowski oder  Mandy Capristo zusammenarbeitete.
2003 gründete Tingvall gemeinsam mit dem Bassisten Omar Rodriguez Calvo und dem Schlagzeuger Jürgen Spiegel das von ihm geleitete Tingvall Trio, für das er auch alle Stücke komponierte. Das dreimal mit dem ECHO Jazz ausgezeichnete Trio hat sich erfolgreich international etabliert. Gelegentlich spielte er auch in der Tim Rodig Group. Daneben legte er bisher vier Piano-Solo-Alben vor. Das Solowerk The Rocket gelangte im Juli 2019 direkt auf Platz eins der deutschen Jazzcharts. Die Melodien für das Folgealbum When Light Returns entstanden während des Lockdowns 2020.
Tingvall schreibt auch Filmmusiken (Jahr des Drachen, 2012; Tatort: Eine andere Welt und Tatort: Scheinwelten, 2013; Die Sache mit der Wahrheit, 2014, Die Toten von Marnow, 2019; Tod am Rennsteig – Auge um Auge, 2023) sowie Songs für andere Künstler und produziert diese auch.
2019 erhielt er den Deutschen Musikautorenpreis in der Kategorie Komposition Jazz/Crossover.

## Diskografische Hinweise
- En ny dag (Solo, 2012)[6] (DE: Gold (German Jazz-Award))[7]
- Distance (Solo, 2015)[8] (DE: Gold (German Jazz-Award))
- The Rocket (Solo, Skip 2019)
- When Light Returns (Solo, Skip 2021)

mit dem Tingvall Trio
- Skagerrak (2006)
- Norr (2008)
- Vattensaga (2009)
- Vägen (2011)
- In Concert (2013)
- Beat (2014)
- Cirklar (2017)
- Dance (2020)
- Birds (2023)
- Pax (2025)

mit Rolf Zuckowski
- Wär uns der Himmel immer so nah (2017)

## Filmmusik (Auswahl)
- 2012: Jahr des Drachen
- 2013: Die Hüter der Tundra
- 2013: Tatort: Eine andere Welt
- 2013: Tatort: Scheinwelten
- 2014: Die Sache mit der Wahrheit
- 2015: Für eine Nacht... und immer?
- 2016: Tatort: Durchgedreht
- 2019: Tatort: Zorn
- 2021: Die Toten von Marnow (Miniserie)
- 2022: Tatort: Das Herz der Schlange
- 2023: Tod am Rennsteig – Auge um Auge
- 2024: Finsteres Herz – Die Toten von Marnow 2 (Miniserie)